# Tuvtjärnen (Offerdals socken, Jämtland)
Tuvtjärnen är en sjö i Krokoms kommun i Jämtland och ingår i Indalsälvens huvudavrinningsområde.